# オシップ・ザッキン

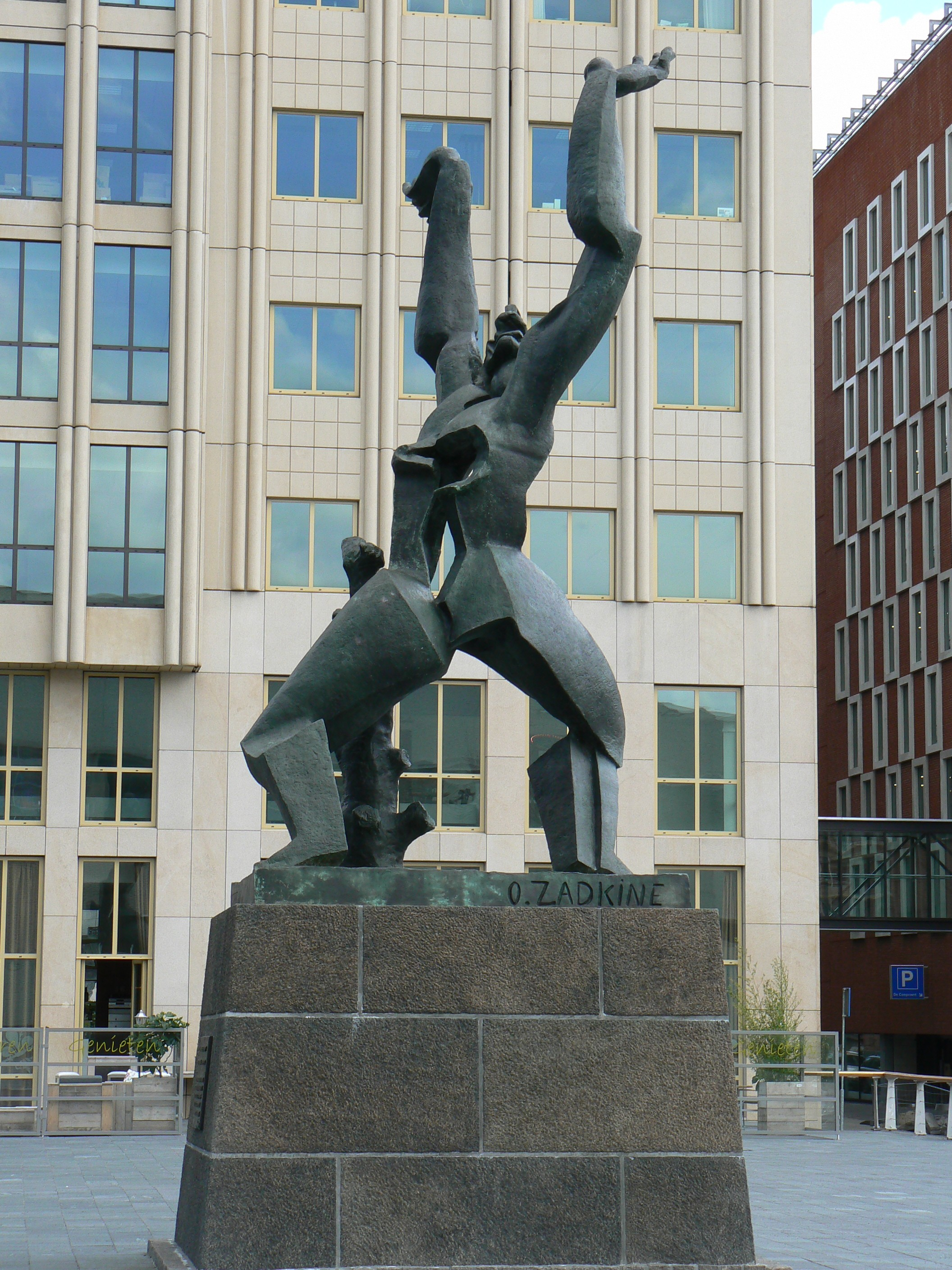
代表作「破壊された都市
」ロッテルダム

東京都庭園美術館「住まい」

オシップ・アレクセーエヴィチ・ザッキン（Ossip Zadkine、本名：Osip Alekseevič Cadkin (Tsadkin)、キリル文字表記：Осип Алексеевич Цадкин（オシップ・アレクセエヴィチ・ツァトキン）, ユダヤ名Иосель Аронович Цадкин（ヨセリ・アロノヴィチ・ツァトキン）、1890年7月14日 - 1967年11月25日）は、ロシア帝国（現ベラルーシ）・ヴィツェプスク出身の彫刻家、画家。

## 来歴
ザッキンの父親は地方大学で語学を教える教師でユダヤ系の経済的に豊かな家庭に生まれ育ち、1905年に母親の実家のあった北部イギリスのサンダーランドの工芸美術学校で英語を学びつつ造形学を専攻した。その後ロンドンの大英博物館で古典彫刻に触れるなどして影響を強く受け、彫刻家を志した。
1909年にフランス・パリに渡りパブロ・ピカソやアメデオ・モディリアーニ、藤田嗣治たちと知り合い、ともにエコール・ド・パリ（パリ派）の芸術家として活躍する。キュビスムの彫刻家として知られるが黒人彫刻の影響を受け、アフリカ的手法を取り入れながら再構成していく素朴な作品も多い。非人間的になりがちであるキュビスムの枠を超え、生命力に満ち溢れた独自の造形を生み出した。

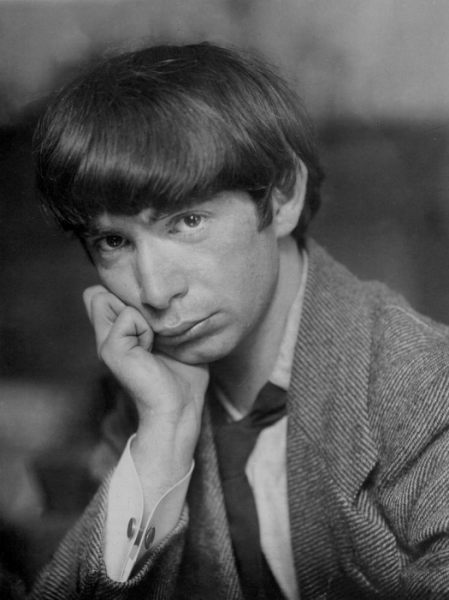
1914年

1920年、隣家に引っ越してきたアルジェリア出身の女流画家だったヴァランティーヌ・プラックスと知り合い翌年に藤田を証人に立てて結婚する。

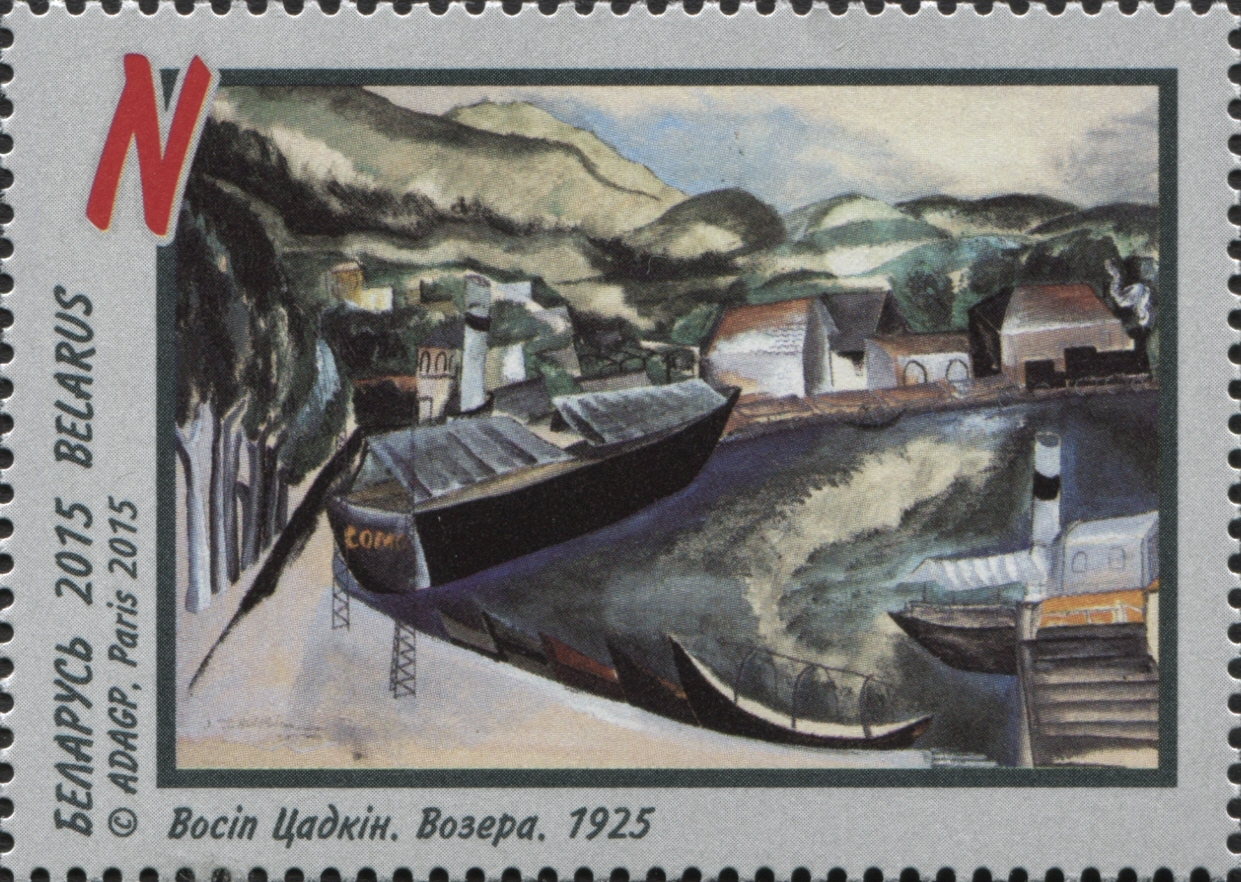
「湖」1925年　ベラルーシの切手

1940年から戦災を逃れてアメリカへと渡るが戦後すぐ帰国し、没するまでパリを拠点に精力的に活動し1950年のヴェネツィア・ビエンナーレで「彫刻大賞」を受賞、続いて1960年には「芸術国家大賞」を受賞し名実ともにフランスを代表する彫刻家となり1962年からパリのエコール・デ・ボザール（国立美術学校）の教授を務めた。
なおモンパルナスの中心部にあるザッキンと妻のヴィランティーヌのアトリエ兼住居は現存しており、「ザッキン美術館」として1982年より一般公開されている。
藤田の斡旋もあり二科会外国会員として二科展に出品を続けた親日家としても知られ、多くの作品を日本でも見ることができる。
1994年1月14日、パリの13区に、ザッキンに敬意を表してザディンヌ通りが新設された。

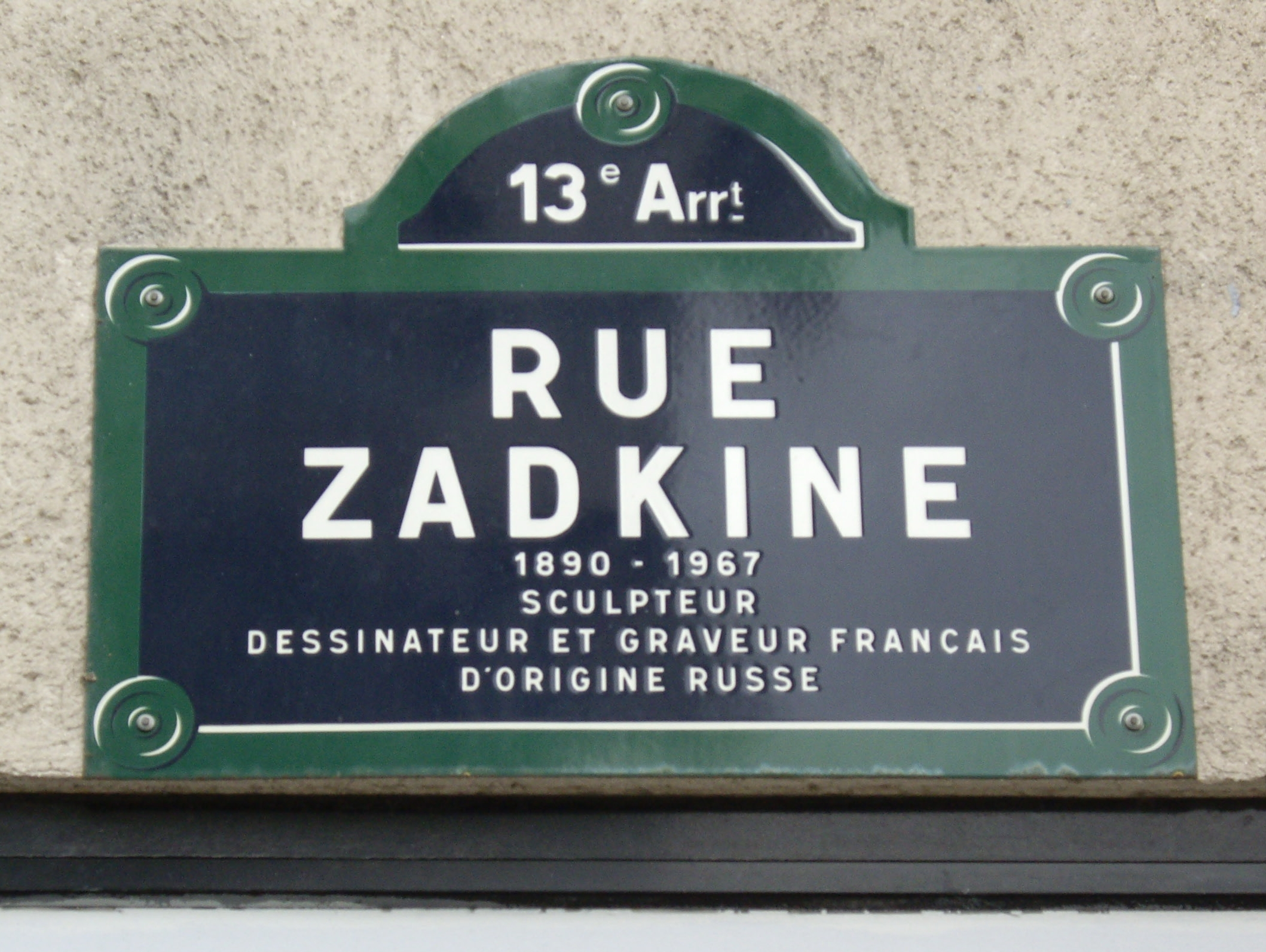
ザディンヌ通りの標識

## 主な作品
- 「メッセンジャー」(1937)

パリ万国博覧会に出品された作品。後に鋳造されたものが当時のパリ市長であったジャック・シラクより贈呈され、東京都中央区の中央大橋上に設置された。
- 「破壊された都市」1951（1956鋳造）
- 「野山を歩くファン・ゴッホ」　オーヴェル＝シュル＝オワーズファン・ゴッホ公園内
- 「人間の森」(1957)　ザッキン美術館内
- 「nl:La demeure humaine」
- 「en:Statue of Vincent and Theo van Gogh(フィンセント&テオ・ファン・ゴッホの像)」
- アコーディオン弾き(L'accordeniste) 1962  大阪市中央区本町 御堂ビルディング前(筋彫刻ストリート)
- 女のトルソ(Torse de Feme) 1955 大阪市中央区淡路町 パソナ大阪ビル前(御堂筋彫刻ストリート)
- 働く女(La Belle Servante) 1920 横浜市中区弥生町 横浜大通り公園
- 三美神(Les Torse Belles) 1963  東京都千代田区神田駿河町 新御茶ノ水ビル
- 住まい(La Demeure) 1963  東京都港区白金台東京都庭園美術館